# Los Pueblos más bonitos de España
Los Pueblos más bonitos de España (I paesi più belli della Spagna in italiano) è un'associazione che promuove, diffonde, incentiva e preserva il patrimonio culturale, naturale e rurale in aree geografiche poco popolate e poco industrializzate, basata sul modello della francese Les Plus Beaux Villages de France.

## Criteri di ammissione
I criteri di ammissione per un nuovo paese sono esposti nella Carta di Qualità dell'associazione. Per fare parte dell'associazione, un paese deve richiedere l'approvazione dell'assemblea comunale. Una volta ricevuta la candidatura, inizia lo studio della stessa secondo i seguenti criteri:
- Avere una popolazione inferiore a 15.000 abitanti (per paesi con più di 5.000 abitanti sarà necessario avere un centro storico in perfette condizioni)
- Avere un patrimonio architettonico o naturale certificato

Superati questi due punti, il personale della commissione analizzerà altri aspetti definiti nella Carta di Qualità come la pulizia, lo stato di conservazione delle facciate, organizzazione del traffico, la cura delle zone verdi, cartellonistica, segnaletica stradale, ecc.
Dopo questa analisi viene emesso un verdetto che può essere:
- Positivo
- Positivo a patto di apportare miglioramenti
- Negativo

Se il verdetto è positivo, verranno installate le insegne che lo identificano come "Uno dei paesi più belli della Spagna" insieme al logo dell'associazione. Da quel momento avrà il diritto di usare il sigillo dell'associazione secondo i valori dell'associazione.
Un paese può essere ri-analizzato negli anni successivi all'adesione con il fine di dimostrare che mantiene una politica che favorisca la conservazione del patrimonio, la promozione, il rinnovo delle facciate, ecc. Un paese può perdere il marchio di "Uno dei paesi più belli della Spagna" se non condivide più i valori dell'associazione o la sua Carta di Qualità.

## I paesi

### Membri attuali
| Comunità autonoma   | Provincia              | Paese                                              | Anno di incorporazione |
| ------------------- | ---------------------- | -------------------------------------------------- | ---------------------- |
| Andalusia           | Almería                | Lucainena de las Torres                            | 2013                   |
| Andalusia           | Almería                | Mojácar                                            | 2013                   |
| Andalusia           | Almería                | Níjar                                              | 2019                   |
| Andalusia           | Cadice                 | Castellar de la Frontera                           | 2020                   |
| Andalusia           | Cadice                 | Grazalema                                          | 2017                   |
| Andalusia           | Cadice                 | Setenil de las Bodegas                             | 2019                   |
| Andalusia           | Cadice                 | Vejer de la Frontera                               | 2014                   |
| Andalusia           | Cadice                 | Zahara                                             | 2018                   |
| Andalusia           | Cordova                | Zuheros                                            | 2016                   |
| Andalusia           | Granada                | Bubión                                             | 2018                   |
| Andalusia           | Granada                | Capileira                                          | 2017                   |
| Andalusia           | Granada                | Pampaneira                                         | 2013                   |
| Andalusia           | Granada                | Trevélez                                           | 2023                   |
| Andalusia           | Huelva                 | Almonaster la Real                                 | 2018                   |
| Andalusia           | Jaén                   | Baños de la Encina                                 | 2021                   |
| Andalusia           | Jaén                   | Segura de la Sierra                                | 2018                   |
| Andalusia           | Malaga                 | Frigiliana                                         | 2015                   |
| Andalusia           | Malaga                 | Genalguacil                                        | 2021                   |
| Andalusia           | Malaga                 | Parauta                                            | 2024                   |
| Aragona             | Huesca                 | Aínsa (Aínsa-Sobrarbe)                             | 2015                   |
| Aragona             | Huesca                 | Alquézar                                           | 2015                   |
| Aragona             | Huesca                 | Ansó                                               | 2015                   |
| Aragona             | Huesca                 | Roda de Isábena (Isábena)                          | 2019                   |
| Aragona             | Teruel                 | Albarracín                                         | 2013                   |
| Aragona             | Teruel                 | Calaceite                                          | 2013                   |
| Aragona             | Teruel                 | Cantavieja                                         | 2014                   |
| Aragona             | Teruel                 | Mirambel                                           | 2018                   |
| Aragona             | Teruel                 | Puertomingalvo                                     | 2013                   |
| Aragona             | Teruel                 | Rubielos de Mora                                   | 2013                   |
| Aragona             | Teruel                 | Valderrobres                                       | 2013                   |
| Aragona             | Saragozza              | Anento                                             | 2015                   |
| Aragona             | Saragozza              | Sos del Rey Católico                               | 2016                   |
| Asturie             | Asturie                | Bulnes                                             | 2021                   |
| Asturie             | Asturie                | Cudillero                                          | 2021                   |
| Asturie             | Asturie                | Lastres (Colunga)                                  | 2014                   |
| Asturie             | Asturie                | Tazones (Villaviciosa)                             | 2019                   |
| Asturie             | Asturie                | Torazo (Cabranes)                                  | 2016                   |
| Baleari             | Baleari                | Alcúdia                                            | 2020                   |
| Baleari             | Baleari                | Fornalutx                                          | 2017                   |
| Baleari             | Baleari                | Pollença                                           | 2020                   |
| Canarie             | Las Palmas             | Betancuria                                         | 2020                   |
| Canarie             | Las Palmas             | Teguise                                            | 2020                   |
| Canarie             | Las Palmas             | Tejeda                                             | 2015                   |
| Canarie             | Santa Cruz de Tenerife | Agulo                                              | 2021                   |
| Canarie             | Santa Cruz de Tenerife | Garachico                                          | 2021                   |
| Cantabria           | Cantabria              | Bárcena Mayor (Los Tojos)                          | 2015                   |
| Cantabria           | Cantabria              | Carmona (Cabuérniga)                               | 2019                   |
| Cantabria           | Cantabria              | Comillas                                           | 2024                   |
| Cantabria           | Cantabria              | Liérganes                                          | 2016                   |
| Cantabria           | Cantabria              | Mogrovejo (Camaleño)                               | 2020                   |
| Cantabria           | Cantabria              | Potes                                              | 2019                   |
| Cantabria           | Cantabria              | Santillana del Mar                                 | 2013                   |
| Castiglia-La Mancia | Albacete               | Alcalá del Júcar                                   | 2014                   |
| Castiglia-La Mancia | Ciudad Real            | Almagro                                            | 2015                   |
| Castiglia-La Mancia | Ciudad Real            | Villanueva de los Infantes                         | 2017                   |
| Castiglia-La Mancia | Guadalajara            | Atienza                                            | 2020                   |
| Castiglia-La Mancia | Guadalajara            | Hita                                               | 2017                   |
| Castiglia-La Mancia | Guadalajara            | Pastrana                                           | 2020                   |
| Castiglia-La Mancia | Guadalajara            | Valverde de los Arroyos                            | 2013                   |
| Castiglia e León    | Avila                  | Bonilla de la Sierra                               | 2019                   |
| Castiglia e León    | Burgos                 | Caleruega                                          | 2017                   |
| Castiglia e León    | Burgos                 | Castrojeriz                                        | 2023                   |
| Castiglia e León    | Burgos                 | Covarrubias                                        | 2017                   |
| Castiglia e León    | Burgos                 | Frías                                              | 2014                   |
| Castiglia e León    | Burgos                 | Lerma                                              | 2018                   |
| Castiglia e León    | Burgos                 | Puentedey (Merindad de Valdeporres)                | 2022                   |
| Castiglia e León    | León                   | Castrillo de los Polvazares (Astorga)              | 2020                   |
| Castiglia e León    | León                   | Molinaseca                                         | 2021                   |
| Castiglia e León    | León                   | Peñalba de Santiago (Ponferrada)                   | 2016                   |
| Castiglia e León    | Palencia               | Ampudia                                            | 2024                   |
| Castiglia e León    | Salamanca              | Candelario                                         | 2015                   |
| Castiglia e León    | Salamanca              | Ciudad Rodrigo                                     | 2016                   |
| Castiglia e León    | Salamanca              | La Alberca                                         | 2014                   |
| Castiglia e León    | Salamanca              | Ledesma                                            | 2018                   |
| Castiglia e León    | Salamanca              | Miranda del Castañar                               | 2017                   |
| Castiglia e León    | Salamanca              | Mogarraz                                           | 2014                   |
| Castiglia e León    | Segovia                | Ayllón                                             | 2013                   |
| Castiglia e León    | Segovia                | Maderuelo                                          | 2013                   |
| Castiglia e León    | Segovia                | Pedraza                                            | 2014                   |
| Castiglia e León    | Segovia                | Sepúlveda                                          | 2016                   |
| Castiglia e León    | Soria                  | El Burgo de Osma (El Burgo de Osma-Ciudad de Osma) | 2023                   |
| Castiglia e León    | Soria                  | Medinaceli                                         | 2013                   |
| Castiglia e León    | Soria                  | Monteagudo de las Vicarías                         | 2020                   |
| Castiglia e León    | Soria                  | Vinuesa                                            | 2020                   |
| Castiglia e León    | Soria                  | Yanguas                                            | 2017                   |
| Castiglia e León    | Valladolid             | Urueña                                             | 2014                   |
| Castiglia e León    | Zamora                 | Puebla de Sanabria                                 | 2017                   |
| Catalogna           | Gerona                 | Beget (Camprodon)                                  | 2021                   |
| Catalogna           | Lleida                 | Artiés (Naut Aran)                                 | 2023                   |
| Catalogna           | Lleida                 | Bagergue (Naut Aran)                               | 2019                   |
| Catalogna           | Lleida                 | Durro (La Vall de Boí)                             | 2023                   |
| Catalogna           | Lleida                 | Garós (Naut Aran)                                  | 2023                   |
| Madrid              | Madrid                 | Chinchón                                           | 2017                   |
| Madrid              | Madrid                 | Nuevo Baztán                                       | 2021                   |
| Comunità Valenciana | Alicante               | Guadalest                                          | 2015                   |
| Comunità Valenciana | Castellón              | Culla                                              | 2020                   |
| Comunità Valenciana | Castellón              | Morella                                            | 2013                   |
| Comunità Valenciana | Castellón              | Peñíscola                                          | 2013                   |
| Comunità Valenciana | Castellón              | Vilafamés                                          | 2015                   |
| Estremadura         | Badajoz                | Olivenza                                           | 2020                   |
| Estremadura         | Cáceres                | Guadalupe                                          | 2018                   |
| Estremadura         | Cáceres                | Robledillo de Gata                                 | 2020                   |
| Estremadura         | Cáceres                | San Martín de Trevejo                              | 2019                   |
| Estremadura         | Cáceres                | Trevejo                                            | 2024                   |
| Estremadura         | Cáceres                | Trujillo                                           | 2016-2020/2024         |
| Estremadura         | Cáceres                | Valverde de la Vera                                | 2021                   |
| Galizia             | La Coruña              | Pontemaceira (Negreira)                            | 2020                   |
| Galizia             | Ourense                | Castro Caldelas                                    | 2018                   |
| Galizia             | Lugo                   | Mondoñedo                                          | 2018                   |
| La Rioja            | La Rioja               | Briones                                            | 2018                   |
| La Rioja            | La Rioja               | Sajazarra                                          | 2017                   |
| La Rioja            | La Rioja               | Viniegra de Abajo                                  | 2019                   |
| La Rioja            | La Rioja               | Viniegra de Arriba                                 | 2019                   |
| Navarra             | Navarra                | Roncal                                             | 2021                   |
| Navarra             | Navarra                | Ujué                                               | 2017                   |
| Paesi Baschi        | Álava                  | Laguardia                                          | 2016                   |